# Dolichostethus patrizii
Dolichostethus patrizii är en skalbaggsart som beskrevs av Thierry Bourgoin 1930. Dolichostethus patrizii ingår i släktet Dolichostethus och familjen Cetoniidae. Inga underarter finns listade i Catalogue of Life.